# Дайдо-Мару
Дайдо-Мару (Daido Maru) — судно, яке під час Другої світової війни взяло участь у операціях японських збройних сил на Маршаллових островах та островах Гілберта.

## Передвоєнна історія
Дайдо-Мару спорудили в 1935 році на верфі Uraga Dock на замовлення компанії Osaka Shosen. Відомо, що воно виконувало рейси з Кобе до китайського Циндао та корейського Чосену (наразі Інчхон).
15 вересня 1940-го судно реквізували для потреб Імперського флоту Японії та до кінця року переобладнали в канонерський човен, який також міг здійснювати мінні постановки. Невдовзі його включили до складу 8-го дивізіону канонерських човнів.
28 грудня 1940 — 15 січня 1941-го Дайдо-Мару здійснив рейс з Йокосуки до підмандатних територій у Мікронезії на назад, а 12 лютого 1941-го знову вийшов у цей район. Щонайменше з липня 1941-го корабель кілька місяців ніс службу на Маршаллових островах, здійснивши численні заходи на атоли Кваджелейн та Джалуїт.
У другій половині вересня Дайдо-Мару також відвідав атол Аілінглапалап, у жовтні побував на атолі Бікіні, а з 14 по 29 жовтня 1941-го надавав допомогу переобладнаному канонерському човну Чокай-Мару, який сів на мілину на рифі Мінто (переважно затоплений атол на сході Каролінських островів). 30 жовтня Дайдо-Мару прибув на Трук у центральній частині Каролінських островів (ще до війни тут створили потужну базу японського ВМФ, з якої до лютого 1944-го провадились операції в цілому ряді архіпелагів). 4—5 листопада корабель знову перейшов до рифу Мінто, а 6—11 листопада пройшов звідси на Кваджелейн.
На тлі наближення війни 27—30 листопада 1941-го Дайдо-Мару провів мінні постановки в чотирьох проходах, що ведуть до лагуни Аілінглапалапе, а 1 грудня виставив два мінні поля біля Джалуїту.

## Служба у грудні 1941— першій половині серпня 1942
Після вступу Японії у Другу світову війну Дайдо-Мару продовжив нести патрульну службу на Маршаллових островах, заходячи на атоли Кваджелейн, Джалуїт, Мілі.
З середини лютого 1942-го корабель узявся за постачання бази гідроавіації на Макіні (острови Гілберта), створеної японцями за два місяці до того. Перший вантаж пального він узяв на Кваджелейні, після чого перебував на Макіні з 17 по 26 лютого. Згодом Дайдо-Мару отримував пальне в бочках на атолі Джалуїт та транспортував його на Макін, здійснивши до кінця квітня чотири такі походи. Під час другого з них корабель 21 березня короткочасно відвідав атол Тарава (надалі саме тут створять головну японську базу на островах Гілберта).
Наприкінці квітня 1942-го Дайдо-Мару полишив Джалуїт і пішов через Кваджелейн до Йокосуки, в яку прибув 13 травня.
13—26 червня корабель повернувся з Йокосуки на Кваджелейн і продовжив свою службу на Маршаллових островах. У наступні два місяці він знову курсував між Кваджелейном, Джалуїтом та Мілі, а на початку липня здійснив рейс до Макіну. 7 липня Дайдо-Мару залучили до протичовнового заходу в районі атола Ебон (півтори сотні кілометрів на південний захід від Джалуїту), під час якого він скинув 8 глибинних бомб та випустив 14 120-мм снарядів.

## Укріплення островів Гілберта
17 серпня 1942-го американці здійснили диверсійний рейд на Макін та знищили більшість його невеличкого гарнізону. 19 серпня Дайдо-Мару прийняв на Макіні бойову групу, сформовану в 62-му охоронному загоні, та 21 серпня доправив її на Макін. У наступні кілька діб Дайдо-Мару здійснив рейс до Джалуїту та назад на Макін.
Після прибуття на Макін підкріплень з Сайпану наявних тут бійців 62-го загону завантажили 31 серпня 1942-го на Каторі-Мару та Дайдо-Мару. 2 вересня ці кораблі увійшли через південний і західний проходи до лагуни атола Абемама, що лежить за три сотні кілометрів на південний схід від Макіну, та висадили десант.
Уже 3 вересня 1942-го Дайдо-Мару перейшов до атола Тарава, на якому залишався майже два тижні. 14 вересня він вийшов звідси для зустрічі на ближніх підступах конвою з підкріпленнями, а 15—16 вересня пройшов з Тарави до Абемами, де висадив бійців 7-го батальйону морської піхоти ВМБ Йокосука. Далі Дайдо-Мару прийняв на борт доправлених сюди раніше військовослужбовців 62-го загону та вирушив з ними на Тараву, а потім до острова Оушен, якого досягнув 18 вересня (можливо відзначити, що через певний час зібрані на Оушені підрозділи були включені до нового 67-го охоронного загону).  
21 вересня 1942-го Дайдо-Мару зайшов на Джалуїт, а потім знову рушив до островів Гілберта. Цього разу корабель пройшовся рейдом по південних атолах архіпелагу — Maiana, Ноноуті, Курія, на яких ще залишались неозброєні новозеландські спостерігачі. 3 жовтня Дайдо-Мару відвідав атол Беру. Тут уже кілька днів тому побувала партія з судна Каторі-Мару, яка одразу не виявила спостерігачів, проте попередила, що повернеться по них за тиждень. З огляду на можливі репресії проти острів'ян після прибуття Дайдо-Мару два новозеландці здались у полон. Усіх захоплених на півдні архіпелагу спостерігачів та цивільних осіб європейського походження японці через кілька тижнів стратили на Тараві.
6—8 жовтня 1942-го Дайдо-Мару перейшов на Джалуїт.

## Продовження служби на Маршаллових островах
З жовтня 1942-го по серпень 1943-го Дайдо-Мару курсував по Маршаллових островах, відвідуючи атоли Кваджелейн, Джалуїт, Еніветок, Бікіні, Ронгелап, Аілінглапалапе, Малоелап. Також наприкінці жовтня — на початку листопада 1942-го він здійснив ще один рейс на Макін, а у травні 1943-го доправив вантаж торпед на острів Вейк.
25—31 серпня 1943-го Дайдо-Мару перейшов з Кваджелейну на Трук, ескортуючи конвой №6252. 4 жовтня корабель полишив Каролінські острови та 15 числа прибув до Йокосуки. 14—27 листопада Дайдо-Мару у складі конвою № 3114A пройшов з Йокосуки на Трук.
На початку грудня 1943-го Дайдо-Мару полишив Трук у складі конвою № 5012, який прямував на Маршаллові острови. 4 грудня, коли конвой проходив за дві з половиною сотні кілометрів північніше острова Понапе, його перехопив американський підводний човен USS Apogon. Він дав залп із трьох торпед, дві з який уразили Дайдо-Мару. Корабель затонув за 8 хвилин.